# Cordillera de Las Raíces
Cordillera de Las Raíces är en bergskedja i Chile.   Den ligger i regionen Región de la Araucanía, i den södra delen av landet, 600 km söder om huvudstaden Santiago de Chile.
I omgivningarna runt Cordillera de Las Raíces växer i huvudsak blandskog. Runt Cordillera de Las Raíces är det mycket glesbefolkat, med 7 invånare per kvadratkilometer.